# Guryong-myeon
Guryong-myeon (koreanska: 구룡면) är en socken i kommunen Buyeo-gun i provinsen Södra Chungcheong i Sydkorea, 150 km söder om huvudstaden Seoul.